# Stephane François
Stephane François é um jogador da seleção francesa de futebol de praia. Actua como defesa.

## Palmarés
- Campeão do Campeonato do Mundo de Futebol de Praia FIFA 2005.
- Vice-campeão da Taça da Europa de Futebol de Praia 2006.
- Vice-campeão da Taça da Europa de Futebol de Praia 2007.
- Vice-campeão da Liga Europeia de Futebol de Praia 2007.